# Murjani WTA Championships 1981
Murjani WTA Championships 1981 — жіночий тенісний турнір, що проходив на відкритих кортах з ґрунтовим покриттям Amelia Island Plantation на острові Амелія (США) в рамках Туру WTA 1981. Турнір відбувся вдруге і тривав з 20 квітня до 26 квітня 1981 року. Перша сіяна Кріс Еверт-Ллойд здобула титул в одиночному розряді й отримала за це 32 тис. доларів США.

## Фінальна частина

### Одиночний розряд
Кріс Еверт-Ллойд —  Мартіна Навратілова 6–0, 6–0
- Для Еверт-Ллойд це був 4-й титул в одиночному розряді за сезон і 105-й — за кар'єру.

### Парний розряд
Кеті Джордан /  Енн Сміт —  Джоанн Расселл /  Вірджинія Рузічі 6–3, 5–7, 7–6(7–2)
- Для Джордан це був 2-й титул в парному розряді за сезон і 10-й — за кар'єру. Для Сміт це був 2-й титул в парному розряді за сезон і 16-й — за кар'єру.